# Golpe de Estado no Peru em 1919

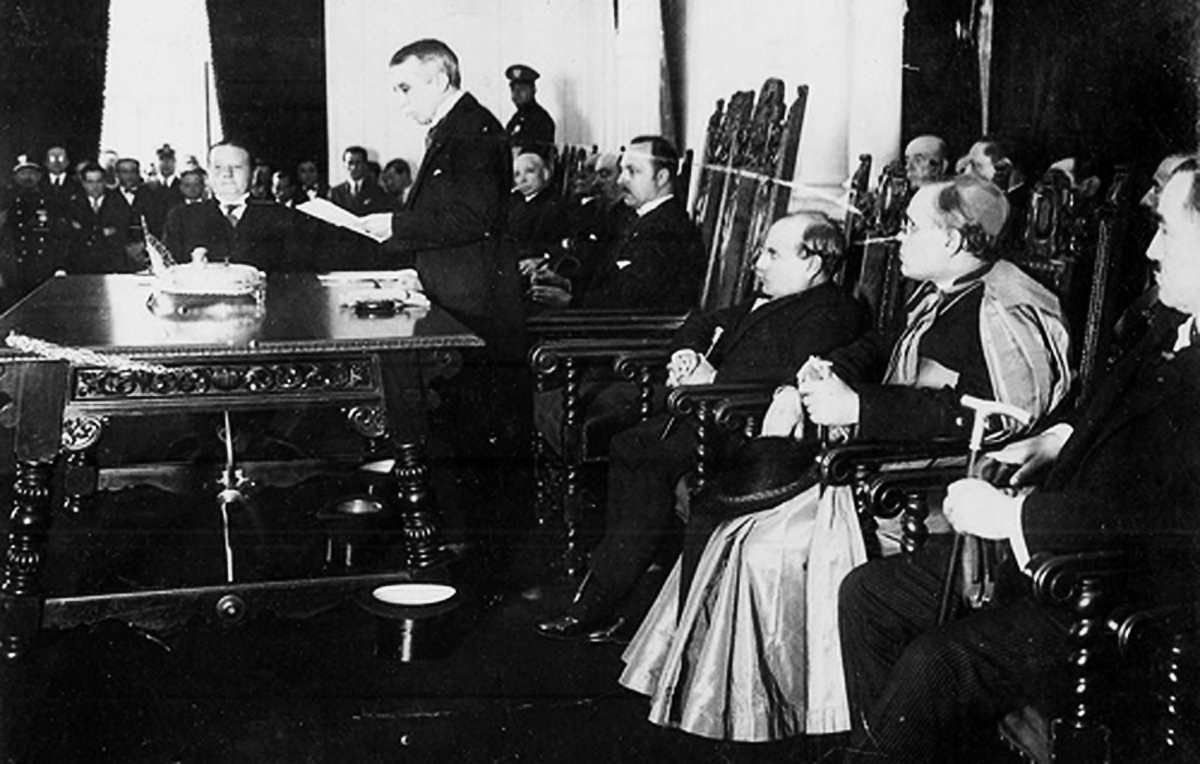
Leguía toma posse após o golpe.

O golpe de Estado no Peru  de 1919 foi um golpe de Estado perpetrado em 4 de julho pelo então candidato presidencial e ex-presidente Augusto B. Leguía, com o apoio da gendarmaria de Lima, contra o governo cessante de José Pardo y Barreda. O resultado do golpe foi exitoso para Leguía, que iniciou um processo político conhecido como «Patria Nueva», pelo qual pretendia modernizar o país por meio de uma mudança nas relações entre o Estado e a sociedade civil, e que derivou em uma ditadura de onze anos conhecida como Oncenio. Este governo terminou abruptamente por outro golpe de Estado, em 1930, liderado pelo comandante Luis Miguel Sánchez Cerro.

## Antecedentes
Nas eleições de 1919, convocadas pelo então presidente José Pardo, apresentaram-se como candidatos Ántero Aspíllaga (presidente do oficialista Partido Civil) e o ex-presidente Augusto B. Leguía (candidato do opositor Partido Democrático Reformista), que havia governado o país entre 1908 e 1912. Durante a campanha presidencial, Leguía se apresentou como o defensor dos anseios da juventude universitária e das classes trabalhadoras e populares para mudar as estruturas do país. Seu triunfo  se vislumbrava, pois era o candidato mais carismático.
As eleições foram realizadas e o escrutínio davam Leguía como o vencedor; foi então que a Corte Suprema anulou um grande número de votos que favoreciam o Partido Democrático Reformista  e temia-se que as eleições fossem anuladas pelo Congresso. Diante desse panorama, e alegando que sua vitória não seria reconhecida pelo governo civilista, Leguía e seus partidários deram um golpe de Estado na madrugada de 4 de julho de 1919.

## O golpe de 4 de julho
O plano consistia em dois batalhões da gendarmeria de Lima assaltando o Palácio do Governo. O complô, iniciado em 3 de julho, foi um sucesso, pois o Exército Peruano não repeliu o golpe, os marinheiros da Base Naval de Callao se inclinavam a acabar com o governo civilista, e os conjurados conseguiram aprisionar o presidente José Pardo, que terminaria seu mandato em apenas 45 dias, e parte de seu governo. Leguía fez sua flamante entrada no Palácio Presidencial às seis da manhã, sendo aplaudido por tropas afins e simpatizantes civis.
Houve uma tentativa de restabelecer a ordem constitucional por parte do Coronel Samuel del Alcázar, que comandava um batalhão do Exército implantado nas ruas próximas à Plaza de Armas de Lima. Ao chegarem à sede do governo, as companhias aderiram ao golpe. Após uma breve escaramuça entre os gendarmes que resguardavam o Palácio Presidencial e as tropas que acompanhavam o Coronel Alcázar, este último foi preso. Por sua vez, o chefe do Estado-Maior, coronel Pedro Pablo Martínez, tentou reunir as tropas acantonadas no quartel de Santa Beatriz para assaltar o Palácio do Governo, mas os soldados se juntaram ao golpe, aplaudindo Leguía.
Uma turba invadiu as instalações do jornal El Comercio, enquanto outra incendiou a residência do presidente Pardo.
Pardo foi exilado em Nova York. Leguía assumiu o poder como presidente provisório e seu primeiro ato foi dissolver o Congresso, que lhe era adverso. Em 21 de julho, Leguía publicou um manifesto no diário oficial El Peruano justificando suas ações:
O golpe de Estado foi apoiado apenas pelo Partido Constitucional do marechal e herói nacional Andrés Avelino Cáceres.

## Consequências
Leguía convocou um plebiscito para submeter ao voto dos cidadãos uma série de reformas constitucionais que considerava necessárias; dentre essas reformas, estava contemplada a eleição simultânea do Presidente da República e dos membros do Congresso, ambos com mandatos de cinco anos (antes, o mandato presidencial era de quatro anos e o Parlamento era renovado por terços a cada dois anos). Dessa forma, queria fortalecer o Executivo frente ao Legislativo e evitar a oposição parlamentar exacerbada que havia sofrido em seu primeiro governo. Apelou ainda à realização de eleições em setembro para integrar um novo congresso constituinte, que passaria a denominar-se Assembleia Nacional, cuja missão seria a de criar uma nova Constituição Política, em substituição da Constituição de 1860, então em vigor.  A Assembleia foi instalada em 24 de setembro de 1919 e presidida pelo sociólogo e jurista Mariano H. Cornejo. Em 12 de outubro, a Assembleia proclamou Leguía como Presidente Constitucional da República.
Para recompensar o Exército por sua cumplicidade no golpe, o presidente Leguía promoveu ascensões entre a oficialidade.